# Caloparyphus greylockensis
Caloparyphus greylockensis is een vliegensoort uit de familie van de Stratiomyidae. De wetenschappelijke naam van de soort is voor het eerst geldig gepubliceerd in 1912 door Johnson.